# Microdytes whitingi
Microdytes whitingi är en skalbaggsart som beskrevs av K. B. Miller och Wewalka 2010. Microdytes whitingi ingår i släktet Microdytes och familjen dykare. Inga underarter finns listade i Catalogue of Life.